# 王桐蔭
王桐蔭（？—？），直隸河間府東光縣人，清朝政治人物。

## 生平
光緒二十一年（1895年）乙未科三甲第二十名進士。同年五月，以主事分部學習。